# Шварцман, Борис Исаакович
Борис Исаакович Шварцман (24 января 1922, Кривой Рог, Екатеринославская губерния — 18 февраля 1998, Хадера, Хадера) — советский горный инженер, главный механик Навоийского ГМК (1961—1982), лауреат Государственной премии СССР (1977).

## Биография
Родился 24 января 1922 года в городе Кривой Рог.
В 1940 году поступил в Криворожский горнорудный институт.
В 1941—1945 годах служил в РККА, участник Великой Отечественной войны.
В 1949 году окончил Криворожский горнорудный институт по специальности «горный инженер-электромеханик».
После окончания института направлен на работу в Среднюю Азию, где участвовал в разведке и освоении урановых месторождений в Узбекистане и Таджикистане:
- в 1949—1951 годах — главный механик Красногорской экспедиции (Ленинабад);
- в 1951—1953 годах — главный механик рудника Рудоуправления № 12 (Адрасман);
- в 1953—1955 годах — главный механик Рудоуправления № 22 (Янгиабад);
- в 1955—1961 годах — механик Рудоуправления № 24 ЛГХК (Красногорск).

С 1961 по 1982 год главный механик Навоийского ГМК. Затем до 1989 года работал в Управлении НГМК.
Руководил освоением роторной землеройной техники, очистных механизированных комплексов, проходческих комбайнов, созданием ремонтной базы комбината, строительством золотоизвлекательного комплекса на базе месторождения Мурунтау.
Умер 18 февраля 1998 года в городе Хадера, Израиль.

## Награды
- Государственная премия СССР (1977, за освоение месторождения Учкудук) — в составе коллектива: Л. М. Демич, Л. Д. Ефанов, Б. Н. Зиздо, О. Н. Мальгин, П. Л. Нижников, А. А. Петров, Б. И. Шварцман, А. П. Щепетков — НГМК; В. В. Михайлов — Первое Главное управление; Л.Х Мальский, Л. Г. Подоляко — проектный институт;
- Орден Трудового Красного Знамени;
- Орден Октябрьской Революции;
- Знак «Шахтёрская слава»;
- Медаль «Ветеран труда»;
- Медаль «За боевые заслуги»;
- Медаль «За оборону Кавказа»;
- Медаль «За победу над Германией в Великой Отечественной войне 1941—1945 гг.».